# آیلند (کنتاکی)
آیلند (به انگلیسی: Island) شهری در ایالت کنتاکی کشور ایالات متحده آمریکا است که جمعیت آن در سرشماری سال ۲۰۱۰ میلادی، ۴۵۸ نفر بوده‌است.